# Cimetière de l'Iegochikha
 (avril 2020).
Si vous disposez d'ouvrages ou d'articles de référence ou si vous connaissez des sites web de qualité traitant du thème abordé ici, merci de compléter l'article en donnant les références utiles à sa vérifiabilité et en les liant à la section « Notes et références ».
Le cimetière de l'Iegochikha, ou cimetière Iegochikhinskoïe (en russe : Егошихинское кладбище, Iegochikhinskoïe kladbichtche) est le cimetière principal de la ville de Perm, en Russie. Son nom provient de la rivière Iegochikha qui le borde. Il couvre 50 hectares.

## Histoire

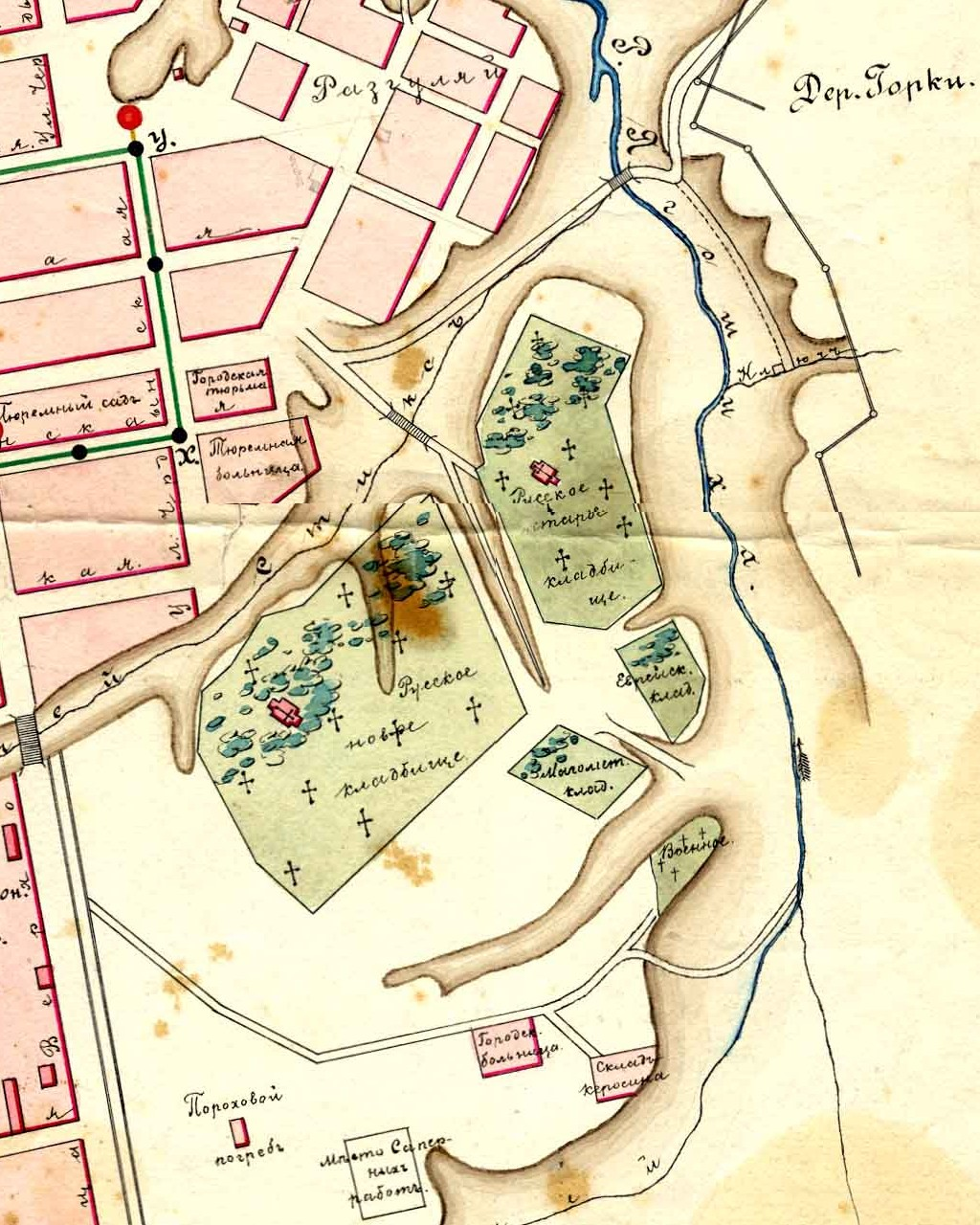
Plan du cimetière en 1898, le vieux cimetière étant en haut à droite et le nouveau cimetière à gauche.

Le cimetière de l'Iegochikha est fondé dans la seconde moitié du XVIIIe siècle, à Perm, en Russie, par le gouverneur local, Evgueni Kachkine (1737-1797), en dehors de la ville au bord de la petite rivière Iegochikha, et d'un petit affluent dénommé dès lors le Styx (d'après le fleuve des morts de la mythologie grecque).
Deux églises sont construites sur son territoire : l'église de Tous-les-Saints bâtie en 1832 dans le nouveau cimetière, et l'église de l'Assomption (ou de la Dormition) de la Vierge en 1905 dans le vieux cimetière.
Le cimetière comprend plusieurs parties :
- le vieux cimetière orthodoxe, d'une superficie de 1,6 ha et comprenant aussi un carré luthérien, dit « carré allemand » ;
- le nouveau cimetière orthodoxe d(une superficie de 6 ha ;
- le cimetière tatar de 1,6 ha ;
- le cimetière juif s'étendant sur 0,6 ha ;
- le cimetière catholique de 0,2 ha.

## Le vieux cimetière
Le vieux cimetière se trouve le long de la rivière. C'est ici qu'a été consacrée le 24 décembre 1784 une église de bois remplacée en 1905 par une église de pierre consacrée à l'Assomption de la Vierge rouverte au culte dans les années 1990.

## Le nouveau cimetière
L'église de Tous-les-Saints s'y trouve depuis 1832. Ses fidèles ont rassemblé des fonds d'entraide à l'Armée rouge pendant la Grande Guerre patriotique et l'église n'a pas été fermée.
C'est ici qu'est enterré le peintre Piotr Soubbotine-Permiak (1886-1923)

## Le cimetière allemand
Le cimetière allemand ou luthérien (appelé en allemand Friedhof) est ouvert dès la construction de la ville et comporte nombre de pierres tombales d'ingénieurs, de médecins, de scientifiques, de fonctionnaires de l'Empire, ou d'employés d'usine de la région d'origine allemande, et dont la plupart des épitaphes sont en allemand. On peut distinguer :
- Viktor Theodor Rothast (1820-1885), pasteur luthérien ;
- Vladimir Ivanovitch von Haller (mort en 1846), président du tribunal du trésor public, conseiller d'État ;
- Vladimir Ivanovitch Zimmermann (1812-1883), médecin-chef de la clinique Alexandrovskaïa, père des trois sœurs Ottilia, Margarita et Evelina Zimmermann qui d'après certains spécialistes inspirèrent Tchekhov pour sa pièce Les Trois Sœurs.  Une stèle de granite noir érigée en 2006 rappelle leur mémoire.

## Le cimetière catholique
Le cimetière catholique, ou polonais, comprend les tombes d'insurgés de 1830 ou 1863 exilés à Perm et des personnalités catholiques de l'Oural. On peut distinguer :
- Ludwig Fadeïévitch Okinczyc (1835 - 1909), médecin de la province ;
- Josef Ioulianovitch Piotrowski (1840 - 1923), propriétaire de la première librairie de la ville, avec une bibliothèque ;
- Antony Szostakowski (ou Chostakovski, 1840 - 1871), prêtre catholique fondateur de la paroisse catholique de Perm.

## Le cimetière tatar
Le cimetière musulman tatar longe la rivière Iegochikha. On y remarque la tombe d'un héros de la Grande Guerre patriotique, le colonel Zinovi (Zinatoulla) Guénatoulaïévitch Iskhakov, qui commandait une compagnie de parachutistes.

## Le cimetière juif
Le carré juif a été ouvert dans le milieu des années 1840 à droite de l'entrée du cimetière, quand la communauté juive de Perm a été fondée.

## Le cimetière militaire
La sculpture de la Mère des Douleurs, œuvre de Youri Ekoubenko, est située dans le cimetière militaire, à côté des tombes des soldats tombés pendant la Seconde Guerre mondiale.